# Павутина ілюзій: Смерть, брехня та інтернет
«Павутина ілюзій: Смерть, брехня та інтернет» (англ. Web of Make Believe: Death, Lies and the Internet) — американський документальний кримінальний мінісеріал. Проєкт із шести епізодів вийшов на Netflix 15 червня 2022 року.
Документальна антологія, знята Браяном Неппенбергером, розповідає реальні історії простих американців, які зіткнулися із ситуаціями, коли обман у цифровому світі спричиняє проблеми та злочини в реальному житті.

## Список епізодів
- Death by SWAT
- A Murder in D.C.
- I'm Not a Nazi
- Sextortion
- The Stingray Part 1
- The Stingray Part 2

## Виробництво
Виконавчі продюсери мінісеріалу — лауреати премії «Оскар» за фільм «Ігри розуму», Рон Говард і Браян Грейзер, продюсери фільму «Падіння: Справа проти Boeing» 2022 року.

## Українське озвучення
- «Так Треба Продакшн»[джерело?]

## Критика
Серіал отримав рейтинг схвалення 83 % на основі 6 рецензій на сайті-агрегаторі оглядів Rotten Tomatoes із середнім рейтингом 6,0/10. Рейтинг глядацької аудиторії — 45 % на основі 22 оцінок.

## Зовнішні посилання
- "Павутина ілюзій: Смерть, брехня та інтернет" на сайті IMDb (англ.)
- "Павутина ілюзій: Смерть, брехня та інтернет" на сайті UAserial (укр.)